# Antarctoscyphus elongatus
Antarctoscyphus elongatus är en nässeldjursart som först beskrevs av Jäderholm 1904.  Antarctoscyphus elongatus ingår i släktet Antarctoscyphus och familjen Sertulariidae.
Artens utbredningsområde är Södra Ishavet. Inga underarter finns listade i Catalogue of Life.